# Gesteira e Brunhós
Gesteira e Brunhós (oficialmente: União das Freguesias de Gesteira e Brunhós) é uma freguesia portuguesa do município de Soure, com 16,76 km² de área e 954 habitantes (censo de 2021). A sua densidade populacional é 56,9 hab./km².

## História
Foi criada aquando da reorganização administrativa de 2012/2013, resultando da agregação das antigas freguesias de Gesteira e Brunhós.

## Demografia
A população registada nos censos foi:
| Distribuição da População por Grupos Etários | Distribuição da População por Grupos Etários | Distribuição da População por Grupos Etários | Distribuição da População por Grupos Etários | Distribuição da População por Grupos Etários | Distribuição da População por Grupos Etários |
| -------------------------------------------- | -------------------------------------------- | -------------------------------------------- | -------------------------------------------- | -------------------------------------------- | -------------------------------------------- |
| Antes da agregação                           |                                              |                                              |                                              |                                              |                                              |
| Ano                                          | 0-14 anos                                    | 15-24 anos                                   | 25-64 anos                                   | >= 65 anos                                   | Total                                        |
| 2001                                         | 142                                          | 154                                          | 630                                          | 380                                          | 1306                                         |
| 2011                                         | 117                                          | 93                                           | 554                                          | 390                                          | 1154                                         |
| Após a agregação                             |                                              |                                              |                                              |                                              |                                              |
| Ano                                          | 0-14 anos                                    | 15-24 anos                                   | 25-64 anos                                   | >= 65 anos                                   | Total                                        |
| 2021                                         | 89                                           | 71                                           | 405                                          | 389                                          | 954                                          |